# Alan Cohen
Alan Cohen (* 25. November 1934 in London) ist ein britischer Jazzmusiker (Sopran- und Tenorsaxophon, Arrangeur, Komponist).

## Leben und Wirken
Cohen besuchte die Royal Academy of Music. 1967 präsentierte er seine Musik mit eigener Band in Ronnie Scott’s Jazz Club. Seitdem war er in der britischen Jazzszene als Arrangeur und Komponist anerkannt; er schrieb unter anderem für Humphrey Lyttelton, Chris Barber, das National Youth Jazz Orchestra, The New Orchestra, The New Paul Whiteman Orchestra sowie die britischen, deutschen und dänischen Radio-Bigbands. 1972 spielte er mit einer Bigband seine Interpretation von Duke Ellingtons Suite Black, Brown and Beige ein, die von der Kritik gelobt wurde. Ab 1978 leitete er mit Keith Nichols das Midnite Follies Orchestra. 1986 gründete er sein eigenes Quintett. Auch schrieb er Arrangements für Bing Crosby und für die Bigband von Charlie Watts (1985).

## Diskographische Hinweise
- Duke Ellington's Black, Brown and Beige (Argo 1972)
- Runnin' Wild (Argo 1985, mit Dick Sudhalter und Norma Winstone)

## Lexikalische Einträge
- Ian Carr, Digby Fairweather & Brian Priestley: Jazz: The Rough Guide, ISBN 1-85828-528-3.